# Templo Lingyin
El templo Lingyin (chino simplificado: 灵隐寺; chino tradicional: 靈隱寺; pinyin: Língyǐn Sì) es un prominente templo budista chan cerca de Hangzhou, famoso por sus numerosas pagodas y grutas.Su nombre se traduce común y literalmente al español como Templo del Retiro del Alma o del Alma Escondida.
El monasterio es el mayor de varios templos de las montañas Wulin (chino: 武林山; pinyin: Wǔlínshān), que cuentan con célebres grutas y tallas religiosas en la roca.

## Sala de Jigong

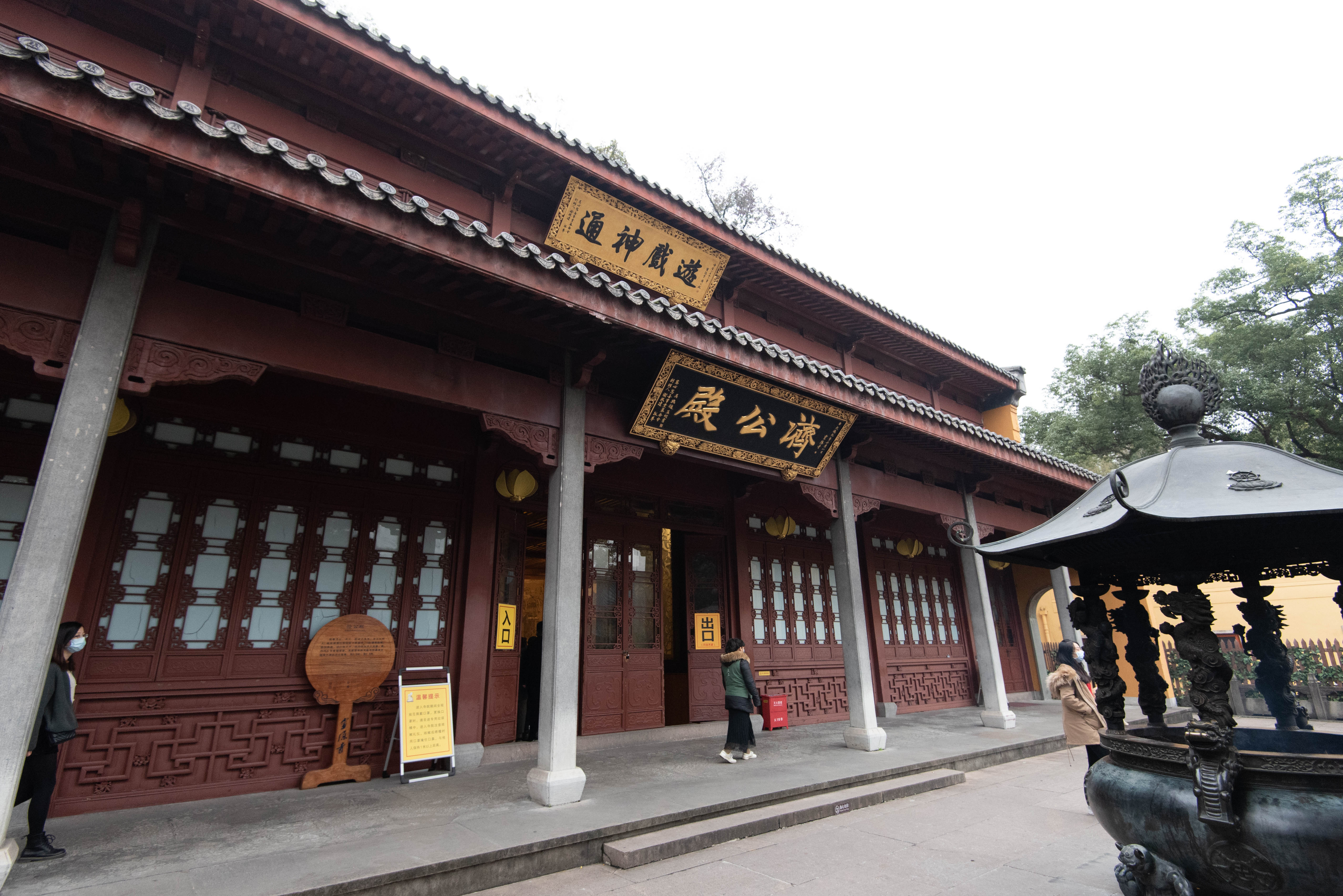
La Sala de Jigong

Esta sala está situada al este de la Sala de Bhaisajyaguru y consagra una estatua del monje de la dinastía Song Jigong (también conocido como «Daoji»). La estatua es de bronce, con una altura de 2,3 metros y un peso de 2,5 toneladas. La mano derecha de la estatua sostiene un abanico roto, la izquierda lleva cuentas de oración budistas y el pie derecho aparece sumergido en una jarra de vino. Dieciocho enormes murales que representan un relato de la vida de Jigong están pintados en las paredes a ambos lados de la sala. Cada mural mide 3 metros de alto y 3 metros de largo, y el conjunto mide 50 metros.